# Klasak
Klasak (dawna niem. nazwa Klassok) – osada w Polsce położona w województwie wielkopolskim, w powiecie kępińskim, w gminie Łęka Opatowska. Wraz z przysiółkiem Granice wchodzi w skład wsi Siemianice.
W 1905 liczył 104 mieszkańców.
W latach 1975–1998 Klasak należał administracyjnie do województwa kaliskiego.